# بهترین دشمنان (فیلم ۲۰۱۹)
بهترین دشمنان (به انگلیسی: The Best of Enemies) یک فیلم درام محصول ۲۰۱۹ آمریکاست. نویسنده و کارگردان این فیلم رابین بیسل است و بازیگرانی چون تراجی پی. هنسون، سم راکول و بابو سیسی در آن به ایفای نقش پرداخته‌اند. این فیلم بر اساس کتابی به نام بهترین دشمنان: نژاد و رستگاری در نیوساوت (به انگلیسی: The Best of Enemies: Race and Redemption in the New South by) که مربوط به برخوردهای واقعی کوکلوس‌کلان و جنبش‌های برابری‌خواهانهٔ سیاهان است، ساخته شده‌است.

## داستان
سی‌پی الیس، رهبر کوکلوس‌کلان در دورهام در کارولینای شمالی در حال رهبری این فرقه برای جلوگیری از دادن امتیاز به سیاهان است. انا اتواتر زن سیاهپوست مبارز هم در جناح روبروی او قرار دارد و این دو به شدت از هم بیزارند. روزی مدرسهٔ سیاهپوستان شهر در آتش می‌سوزد. اکنون کودکان سیاهپوست نیاز به مدرسه دارند و نژادپرستان سفید هم مخالف آمدن آنها به مدرسهٔ سفیدپوستان هستند. برای رفع این مشکل، مقامات برای پرهیز از هر برخوردی دست به دامان یک فعال سیاهپوست به نام ریدیک می‌شوند که سابقهٔ برگزاری گردهمایی‌هایی میان گروه‌های متعارض را دارد. ریدیک به سراغ انا و سی‌پی رفته و به عنوان رهبران سرسخت مخالف هم از آنها می‌خواهد تا رهبری یک دوره نشست حل اختلاف را برعهده بگیرند. در طی این نشست تعداد برابری سفیدپوست و سیاهپوست انتخاب می‌شود تا در روز پایان در یک مجلس سنا رأی نهایی را صادر کنند. در طی این گردهمایی‌ها، سیاهان و سفیدان با مشکلات هم بیشتر آشنا می‌شوند. انا متوجه می‌شود که سی‌پی که دچار بحران مالی است، برای تأمین مخارج نگهداری یکی از فرزندانش که به سندروم داون مبتلاست در تنگناست، پس خودسرانه مخارج او را تقبل می‌کند. از طرفی کوکلوس‌کلان‌ها بی‌هماهنگی سی‌پی نمایندگان سفیدپوست را برای عدم رأی دادن به ادغام مدرسه زیر فشار و تهدید می‌گذارند. نهایتاً در روز رأی‌گیری، سی‌پی که عقاید پیشینش دچار تزلزل شده، با اعلام استعفا از عضویت در کوکلوس‌کلان، به نفع ادغام مدرسه رأی می‌دهد.